# Phyllophaga scabripyga
Phyllophaga scabripyga är en skalbaggsart som beskrevs av Bates 1888. Phyllophaga scabripyga ingår i släktet Phyllophaga och familjen Melolonthidae. Inga underarter finns listade i Catalogue of Life.